# نوتلن
نوتلن (به آلمانی: Nutteln) یک شهر در آلمان است که در اشتاینبورگ واقع شده‌است. نوتلن ۲۹۵ نفر جمعیت دارد.